# Menzerite-(Y)
La menzerite-(Y) (simbolo IMA: Mzr-Y) è un minerale, un nesosilicato estremamente raro del supergruppo del granato e del gruppo del granato con la composizione chimica idealizzata Y3+2Ca2+Mg2+2Si3O12.

## Etimologia e storia
Le prime notizie della menzerite-(Y) risalgono al 1868. Il sistema di mineralogia di Dana del 1892 elenca le analisi di Websky che mostrano il 2,64% in peso di ossido di ittrio in questo granato ricco di manganese.
La struttura del granato non era ancora nota. Max von Laue, Walther Friedrich e Paul Knipping posero le basi per la loro determinazione nel 1912 con la scoperta della diffrazione ai raggi X, per la quale Laue ricevette il premio Nobel per la fisica nel 1914. Undici anni dopo, nel 1925, Georg Menzer determinò la struttura cristallina del granato e in seguito divenne assistente di ricerca di Max von Laue.
Nel 1928 Van der Lingen introdusse i nomi emildina per la spessartina contenente ittrio ed erinadina per i cristalli misti di spessartina-piropi-uvarovite contenenti ittrio nel suo studio sui granati provenienti dal Sud Africa. Seguirono ulteriori prove di tracce di ittrio e di altri metalli delle terre rare nelle conchiglie, tra cui Goldschmidt e Peters (1931), Björlykke (1937), Iimori (1938) con il 2,45% in peso di ossido di terre rare, e Sahama e Vähätalo (1939) fino a quando Jaffe non determinò nel 1951 che l'ittrio è un componente comune dei granati ricchi di spessartina delle pegmatiti. Jaffe spiegò l'incorporazione dell'ittrio tramite lo scambio accoppiato:
{\displaystyle {\ce {Mn^{2+}\,+\, Si^{4+}= Y^{3+}\,+\, Al^{3+}}}}
La conferma sperimentale di questo meccanismo di incorporazione dell'ittrio nel granato è stata fornita nello stesso anno da Hatten Schuyler Yoder e Keith del Geophysical Laboratory della Carnegie Institution for Science. Sono stati in grado di sintetizzare la serie completa di miscele, dalla spessartina al granato di ittrio e alluminio (YAG) (Y3+3Al3+2Al3+3O12).
I granati naturali che incorporano l'ittrio attraverso questo meccanismo raramente contengono più dell'1-2% in peso di ossido di ittrio (Y2O3). Ci sono voluti quasi 60 anni prima che la menzerite-(Y) fosse descritta come un granato ricco di ittrio con circa il 17% in peso. Questi alti contenuti di ittrio sono ottenuti da un diverso meccanismo di incorporazione dell'ittrio, in cui l'equilibrio di carica non si ottiene sostituendo Si4+ con Al3+, ma sostituendo Al3+ con Mg2+. Questo nuovo granato con la composizione terminale:
{\displaystyle {\ce {Y^{3+}2Ca2 \,+\, Mg^{2+}2Si3O12}}},
prende il nome dal cristallografo ed ex professore dell'Università Ludwig Maximilian di Monaco di Monaco di Baviera, Georg Menzer, in riconoscimento delle sue ricerche sulla struttura del granato.

## Classificazione
La classificazione strutturale dell'Associazione Mineralogica Internazionale (IMA) colloca la menzerite-(Y) nel supergruppo del granato, dove si trova insieme ad almandino, andradite, calderite, eringaite, goldmanite, grossularia, knorringite, momoiite, morimotoite, majorite, piropo, rubinite, spessartina e uvarovite, con le quali forma il gruppo di granati con 12 cariche positive sulla posizione del reticolo coordinato tetraedrico.
L'obsoleta, ma ancora in uso, 8ª edizione della sistematica dei minerali secondo Strunz non elenca ancora la menzerite-(Y). Insieme ad almandino, andradite, calderite, goldmanite, grossularia, henritermierite, hibschite, holtstamite, hydrougrandite, katoite, knorringite, morimotoite, majorite, piropo, schorlomite, spessartina, uvarovite e walalite, sarebbe inclusa nel "gruppo dei granati" con il sistema nº VIII/A.08 all'interno della divisione "Nesosilicati".
Anche la 9ª edizione della sistematica minerale di Strunz, in vigore dal 2001, non conosce ancora la menzerite-(Y). Sarebbe stato assegnato al "gruppo dei granati" con il sistema nº 9.AD.25 all'interno della divisione dei "Nesosilicati". Questo viene ulteriormente suddiviso in base all'eventuale presenza di altri anioni e alla coordinazione dei cationi coinvolti, in modo che il minerale sia classificato in base alla sua composizione nella suddivisione "Nesosilicati senza anioni aggiuntivi; cationi in coordinazione [6] e/o maggiore".
Anche la classificazione dei minerali Dana, utilizzata principalmente nel mondo anglosassone, non elenca ancora la menzerite-(Y).

## Chimica
La menzerite-(Y) con la composizione idealizzata
{\displaystyle \mathrm {^{[X]}(Y_{2}^{3+}Ca^{2+})^{[Y]}Mg_{2}^{2+}\,^{[Z]}Si_{3}O_{12}} }
è l'analogo ittrio-magnesio della grossularia.
Per la menzerite-(Y) più ricca di ittrio della località tipo, viene data la seguente composizione:
{\displaystyle \mathrm {^{[X]}(Ca_{1,37}Y_{0,83}Gd_{0,01}Dy_{0,05}Ho_{0,02}Er_{0,07}Tm_{0,01}Yb_{0,06}Lu_{0,02}Fe_{0,49}^{2+}Mn_{0,07}^{2+})^{[Y]}(Mg_{0,55}^{2+}Fe_{0,42}^{2+}Fe_{0,58}^{3+}Al_{0,35}^{3+}V_{0,01}^{3+}Sc_{0,01}^{3+}Ti_{0,08}^{4+})\,^{[Z]}(Si_{2,82}Al_{0,18}^{3+})O_{12}} }
dove {\displaystyle \mathrm {[X],[Y]e[Z]} } sono le posizioni nella struttura granata.
Questa menzerite-(Y) naturale può essere descritta come un complesso cristallino misto con grossularia, andradite e un analogo Fe2+ della menzerite, secondo le reazioni di scambio:
- {\displaystyle \mathrm {^{[X]}Y^{3+}+^{[Y]}Mg^{2+}=^{[X]}Ca^{2+}+^{[Y]}Al^{3+}} \,\,\,\,}(grossularia)
- {\displaystyle \mathrm {^{[X]}Y^{3+}+^{[Y]}Mg^{2+}=^{[X]}Ca^{2+}+^{[Y]}Fe^{3+}} \,\,\,\,}(intradite)
- {\displaystyle \mathrm {^{[Y]}Mg^{2+}=^{[Y]}Fe^{2+}} \,\,\,\,}(ferro-menzerite-(Y))

Sono presenti anche piccole quantità di hutcheonite e spessartina, corrispondenti a:
- {\displaystyle \mathrm {^{[X]}Y^{3+}+^{[Y]}Mg^{2+}+^{[Z]}Si^{4+}=^{[X]}Ca^{2+}+^{[Y]}Ti^{4+}+^{[Z]}Al^{3+}} \,\,\,\,}(hutcheonite)
- {\displaystyle \mathrm {^{[X]}Y^{3+}+^{[Y]}Mg^{2+}=^{[X]}Mn^{2+}+^{[Y]}Al^{3+}} \,\,\,\,}(spessartina)

Il vettore di scambio descritto da Yaffe, Yodder e Keith nel 1951
{\displaystyle \mathrm {^{[X]}Ca^{2+}+^{[Z]}Si^{4+}=^{[X]}Y^{3+}+^{[Z]}Al^{3+}} }
non svolge un ruolo speciale per Menzerit-(Y).
La reazione di scambio ipotizzata per un granato ricco di Y proveniente da uno studio eseguito in Giappone
{\displaystyle \mathrm {2^{[X]}Ca^{2+}=^{[X]}Y^{3+}+^{[X]}Na^{+}} }
è stato confermato per i granati contenenti sodio e ittrio provenienti da gneiss in Cina. Fino al 2% in peso di ossido di terre rare è stato incorporato in questi gusci attraverso questo meccanismo. Nella menzerite, questa reazione di scambio non è attiva.

## Abito cristallino
La menzerite-(Y) cristallizza nel sistema cristallino cubico nel gruppo spaziale Ia3d (gruppo nº 230) con 8 unità di formula per cella unitaria. Il cristallo misto naturale della località tipo ha costante di reticolo pari a = 11,9947 Å.
La struttura è quella del granato. L'ittrio (Y3+) e il calcio (Ca2+) occupavano la posizione {\displaystyle {\ce {X}}} dodecaedrica circondata da 8 ioni ossigeno, il magnesio (Mg2+) occupava la posizione {\displaystyle {\ce {Y}}} ottaedrica circondata da 6 ioni ossigeno e la posizione {\displaystyle {\ce {Z}}} tetraedrica circondata da 4 ioni ossigeno è occupata esclusivamente da silicio (Si4+).

## Origine e giacitura
L'ittrio è un componente comune dei granati ricchi di spessartina delle pegmatiti delle terre rare. Tuttavia, il contenuto di ittrio di questo granato è molto basso.
La località tipo e l'unica località conosciuta della menzerite-(Y) finora (2018) è una granulite felsica proveniente da Bonnet Island nella Georgian Bay nel distretto di Parry Sound, Ontario, Canada.
</references> La menzerite-(Y) si trova nel nucleo delle almanditi contenenti ittrio e si trova insieme al feldspato di potassio, allanite-(Ce), ilmenite e fluorapatite. Altri minerali della roccia circostante con cui la menzerite non entra in contatto diretto sono l'oligoclasio, la wurtzite, la ferrosilite, l'augite, il clinoanfibolo, la biotite, la magnetite, lo zircone. la monazite-(Ce), lo xenotime-(Y), la pirite, la calcopirite, la sfalerite, l'hercynite e il carbonato di Mg-Fe.
La menzerite-(Y) si è formata in metamorfismo ascendente alla temperature di 550-780 °C ealla pressione 5-8,5 kbar in equilibrio termodinamico con oligoclasio, ferrosilite, quarzo, clinopirosseno e ossidi di ferro. La fonte di metalli delle terre rare era principalmente lo xenotime e, in misura minore, lo zircone. Quando la fusione è iniziata, la menzerite-(Y) è stata estratta di nuovo e infine ricoperta di almandino.
La menzerite-(Y) si forma all'inizio del metamorfismo regionale nei magmi da andesitici a basaltici. La località tipo e l'unica località conosciuta finora (2018) è un granulato proveniente da Bonnet Island nella Georgian Bay nel distretto di Parry Sound, Ontario, Canada.

## Forma in cui si presenta in natura
La menzerite-(Y) si presenta sotto forma di nuclei bruno-rossastri di inclusioni almandino nel feldspato di potassio, che raramente crescono più grandi di 70 μm.